# La Laupie
 La Laupie  là một xã thuộc tỉnh Drôme trong vùng Auvergne-Rhône-Alpes đông nam nước Pháp. Xã La Laupie nằm ở khu vực có độ cao trung bình 187 mét trên mực nước biển.